# Дом Волкова-Реми

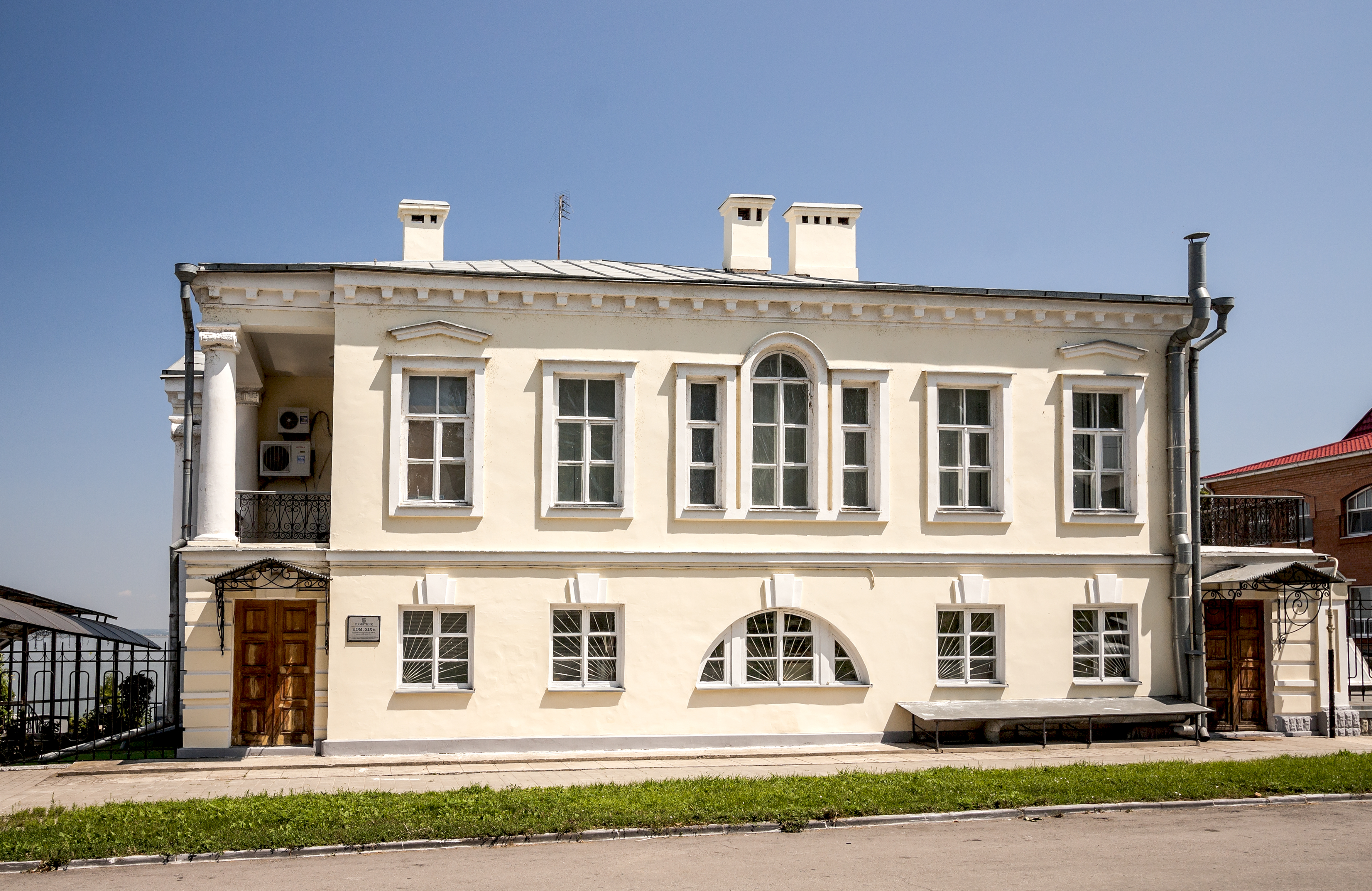
Дом Волкова-Реми

Дом Волкова-Реми — старинный двухэтажный дом в центре Таганрога. Относится к памятникам истории и архитектуры федерального значения.

## История
Двухэтажное здание «Дом Волкова-Реми» было построено в 1802 году в стиле ампир. Автор проекта здания неизвестен. У дома в свое время был устроен сад. Волковы владели этим домом до начала XX века, после чего его купил действительный статский советник, крупный землевладелец Николай Александрович Реми.
Здание изображено на рисунке художника Л. Манцо (Таганрог, 19.11.1825).
В разное время зданием владели: штабс-капитан князь П. С. Шахматов (1810—1820); жена колл. (надворного) советника Волкова (1873—1898); дворянин Н. А. Реми (1906—1915).
В 1865 году здание занимал Коммерческий суд. После Октябрьской революции здание было национализировано и стало жилым с коммунальными квартирами.
В 1970-х годах это красивое здание собирались передать городскому Дворцу бракосочетания, в начале 1980-х годов из него выселили всех жильцов. В 1997 году проводилась реставрация здания. Перед фасадной частью дома построена трансформаторная подстанция, искажающая общую композицию этой части улицы Таганрога.
Здание стоит у высокой кромки обрыва на улице Шмидта. Со здания открывается вид на залив, и само здание красиво смотрится с берега залива.
Здание относится к памятникам истории, культуры и архитектуры федерального значения

## Архитектурные особенности
Фасад дома Волкова-Реми с колоннами обращен в сторону залива, на улицу Шмидта выходит его боковая сторона.
В боковом фасаде дом имеет четыре гладкие колонны с ионическими капителями. Колонны поддерживают треугольный фронтон с зубчиками, которые расположены также по главному карнизу со всех четырех сторон дома.
По углам фасада второго этажа расположены балконы (лоджии), ограниченные с двух сторон стенами и двумя колоннами, соединенными балюстрадой. Подбалкония рустованы и имеют по одному арочному окну. Стена, выходящая на улицу, имеет на первом этаже пять окон с замковыми камнями, отсутствуют наличники, среднее окно полуциркульное; на втором этаже все семь окон имеют наличники, три окна в центре расположены вплотную друг к другу, среднее окно — венецианское с закруглением сверху. Здание имеет междуэтажный карниз.

## Современное состояние
В здании дома Волкова-Реми в настоящее время расположены офисы фирм.